# (1847) Stobbe
(1847) Stobbe – planetoida z pasa głównego asteroid okrążająca Słońce w ciągu 4,22 lat w średniej odległości 2,61 au Odkrył ją Holger Thiele 1 lutego 1916 roku w obserwatorium w Hamburgu. Jej nazwa pochodzi od nazwiska niemieckiego astronoma Joachima Otto Stobbego. Przed jej nadaniem planetoida nosiła oznaczenie tymczasowe (1847) A916 CA.